# ラミネート装甲
ラミネート装甲（ラミネートそうこう、Laminated Armor）は、アニメ『機動戦士ガンダムSEED』に登場する架空の装甲である。

## 概要
オーブの協力を得て地球連合軍が開発した装甲である。ビーム攻撃を受けた際にそのエネルギーを熱に変換するとともに装甲全体へ拡散し、損傷を軽減することが可能となっている。ただし、排熱が間に合わなくなると装甲が致命的ダメージを受けてしまう。『機動戦士ガンダムSEED C.E.73 STARGAZER』では、同装甲を採用するスローターダガーが携行型ビームガンによる一撃で貫通される描写も見られた。
設定を担当した森田繁はインタビューにおいて、アークエンジェルには超熱伝導体が存在するため、許容量以上のビームを受けない限り破壊されることはないと語っている。ただし、逆に装甲全体が排熱量を超過した場合は艦体が崩壊するリスクも存在するという。
劇場版『機動戦士ガンダムSEED FREEDOM』では、更に技術が発展した次世代装甲であるフェムテク装甲が登場しており、ファウンデーション王国の親衛隊ブラックナイツの専用モビルスーツブラックナイトスコード シヴァとブラックナイトスコード ルドラとブラックナイトスコード カルラに搭載されている。

## 搭載機・戦艦
- LCAM-01XA アークエンジェル
- LCAM-01XB ドミニオン
- ZGMF-X09A ジャスティス（対ビームシールド）
- ZGMF-X10A フリーダム（対ビームシールド）
- MBF-P02KAI アストレイ レッドフレーム改 （タクティカルアームズIIL）
- MBF-P03 second L アストレイ ブルーフレーム セカンドL（タクティカルアームズ）
- MBF-P03R アストレイ ブルーフレーム セカンドリバイ（タクティカルアームズII）
- GAT-01A1 105ダガー
- GAT-01A2R 105スローターダガー
- GAT-A01/E2 バスターダガー